# Hemidactylus gracilis
Hemidactylus gracilis är en ödleart som beskrevs av  Blanford 1870. Hemidactylus gracilis ingår i släktet Hemidactylus och familjen geckoödlor. Inga underarter finns listade i Catalogue of Life.